# Alan Empereur
Alan Pereira Empereur (Ipatinga, Minas Gerais, 10 de marzo de 1994) o conocido también como Alan Empereur es un futbolista profesional ítalo-brasileño que juega como defensa central o lateral izquierdo en el Cuiabá de la Serie A de Brasil.

## Trayectoria

### Inicios
Empereur jugó para los clubes locales Associação Esportiva e Recreativa Usipa y Associação Atlética Aciaria. De ahí pasó a la cantera del Atlético Mineiro donde jugó en las ligas juveniles y en varias copas. Durante un torneo en São Paulo en enero de 2007, llamó la atención de un agente, Camilo Abranches, quien se ofreció a llevarlo a Italia para unirse a la selección juvenil de la Fiorentina. Su ascendencia italiana, a través de su abuelo paterno, le permitió obtener fácilmente un pasaporte italiano, facilitando la transición.
En la Fiorentina pasó por las escuadras Sub-15 y Sub-17 antes de recalar en el Primavera (Sub-19) en 2010, donde disputó 59 partidos ligueros en cuatro temporadas. Finalmente ascendió a la posición de capitán, y entrenó regularmente con el primer equipo.

### Carrera profesional
En enero de 2014, se informó que se estaban llevando a cabo negociaciones para enviar a Empereur al Teramo a préstamo. Se despidió y agradeció a la ciudad a través de su cuenta de Facebook el 20 de enero. Sin embargo, las negociaciones continuaron durante más de una semana y el 1 de febrero, día de la fecha límite de transferencia, se informó que el trato había fracasado.
Empereur fue cedido a Ischia en la Serie C de tercer nivel en agosto. Hizo su debut el 31 de agosto, jugando los 90 minutos completos en una derrota por 1-0 ante Benevento. Ischia terminó cerca de la parte inferior de la tabla en su única temporada allí, pero Empereur fue visto como uno de los únicos puntos brillantes del equipo ese año.
A su regreso a la Fiorentina en febrero de 2015, fue cedido al Livorno de la Serie B por cinco meses, aunque pasó la mayor parte del tiempo con Amaranto en el banquillo. Su única aparición con el club fue el 7 de febrero, cuando reemplazó a Giuseppe Gemiti en la victoria por 5-2 contra el Bari.
En julio, firmó un contrato de tres años con Teramo. Sin embargo, menos de dos meses después, Empereur y su nuevo equipo acordaron mutuamente separarse. Su única aparición con el equipo fue el 9 de agosto, cuando jugó los 90 minutos completos de un partido de Copa Italia contra Cittadella.
Se unió a Salernitana con un contrato de tres años en agosto; Debutó el 26 de septiembre ante Ternana, entrando en sustitución de Andrea Bovo.
En julio de 2016, Empereur firmó un contrato de tres años con Foggia.
El 17 de agosto de 2018, Empereur firmó con el Hellas Verona de la Serie B. Marcó su primer gol profesional durante un partido de liga contra Perugia el 18 de mayo de 2019.
El 9 de noviembre de 2020, Empereur regresó a su Brasil natal y firmó un contrato de préstamo con Palmeiras hasta junio de 2021 con opción de compra.
El 11 de noviembre de 2020, Empereur debutó con el Palmeiras ante el Ceará durante un partido de cuartos de final de la Copa de Brasil.

## Clubes
| Club               | País   | Año           |
| ------------------ | ------ | ------------- |
| Fiorentina         | Italia | 2014-2015     |
| Ischia (préstamo)  | Italia | 2014-2015     |
| Livorno (préstamo) | Italia | 2015          |
| Teramo             | Italia | 2015          |
| Salernitana        | Italia | 2015-2016     |
| Foggia             | Italia | 2016-2018     |
| Bari (préstamo)    | Italia | 2018          |
| Hellas Verona      | Italia | 2018-2021     |
| Palmeiras          | Brasil | 2020-2021     |
| Cuiabá             | Brasil | 2021-presente |

## Palmarés
Palmeiras
- Copa de Brasil: 2020
- Copa Libertadores: 2020